# Manon Lescaut (Auber)
Manon Lescaut è un'opera lirica musicata da Daniel Auber su libretto di Eugène Scribe, il cui soggetto fu liberamente tratto dal romanzo di Antoine François Prévost, Histoire du Chevalier Des Grieux et de Manon Lescaut (1731).
L'opera fu rappresentata per la prima volta all'Opéra-Comique di Parigi il 23 febbraio 1856 riscuotendo un discreto successo. Il libretto di Scribe si allontana molto dal soggetto originale del Prévost. Le successive opere di medesimo soggetto musicate da Massenet e da Puccini misero presto in ombra il lavoro di Auber.

## Altre opere liriche sullo stesso soggetto
Lo stesso soggetto ispirò la Manon di Jules Massenet (Parigi, Opéra-Comique, 19 gennaio 1884) e la Manon Lescaut di Giacomo Puccini (Torino, Teatro Regio, 1º febbraio 1893).